# Сисајд (Орегон)
Сисајд (енгл. Seaside) град је у америчкој савезној држави Орегон.

## Демографија
По попису из 2010. године број становника је 6.457, што је 557 (9,4%) становника више него 2000. године.
| Група             | 2000.         | 2010.         |
| Белци             | 5.259 (89,1%) | 5.320 (82,4%) |
| Афроамериканци    | 20 (0,3%)     | 39 (0,6%)     |
| Азијати           | 63 (1,1%)     | 89 (1,4%)     |
| Хиспаноамериканци | 381 (6,5%)    | 800 (12,4%)   |
| Укупно            | 5.900         | 6.457         |